# Puerto Aguirre (Chile)
Puerto Aguirre (en fuentes de los años 1940 y 1950: Puerto Aguirre Cerda) es un puerto y pueblo en la comuna de Aysén, Provincia de Aysén, Región de Aysén (Chile).
Se encuentra emplazado en el litoral sur de la isla Las Huichas, archipiélago de Islas Huichas, ubicadas en el canal Ferronave, contiguo al canal Moraleda; entre la boca del fiordo de Aysén (al sur) y el canal Puyuhuapi (al norte), en las coordenadas 45°09′54″S 73°31′33″O / -45.16500, -73.52583. Allí, Puerto Aguirre forma una pequeña conurbación con otras dos localidades emplazadas inmediatamente al este del pueblo, en la misma ribera sur de la isla Las Huichas: Estero Copa y Caleta Andrade. En el conjunto de esta conurbación, que suele ser llamada genéricamente "Puerto Aguirre" o "Las Huichas", habitan 1850 personas (estimación 2012 del INE).

## Panorama general
Las principales actividades económicas son la pesca y la acuicultura, además del turismo. Los cultivos agrícolas son casi inexistentes, salvo por algunos pequeños huertos familiares de papas.
La población es mayoritariamente de origen chilote (algunos venidos de Melinka), y conserva rasgos de esa identidad cultural. 
El pueblo cuenta con gimnasio, centro cultural, dos escuelas ("E-5" en Puerto Aguirre y "Carlos Condell" en Caleta Andrade), cancha de fútbol (entre Puerto Aguirre y Estero Copa), retén de Carabineros, capitanía de puerto de la Armada, radio local (FM del Mar), aeródromo (en Caleta Andrade), dos postas de salud (Puerto Aguirre y Caleta Andrade), antena repetidora de televisión abierta y comercio básico diverso. 
También funcionan en Puerto Aguirre una parroquia católica ("Estrella del Mar"), dos capillas de la misma denominación religiosa, en Caleta Andrade y Estero Copa, y un templo evangélico de la Iglesia Metodista Pentecostal de Chile. 
Como una manifestación de su acervo religioso chilote, la población católica celebra con procesiones y música la Fiesta del Nazareno, festividad que en Chiloé es popular, y que se expresa sobre todo en la celebración que tiene lugar en el santuario de Caguach, el 30 de agosto. 
Como infraestructura turística, el pueblo ofrece alojamiento en cabañas, hostal y pensión. Además, existe un sendero habilitado para excursionismo (La Poza, en el sector entre Puerto Aguirre y Estero Copa), que es administrado por Conaf. También se exponen objetos y fotografías relativas a la historia del pueblo en el centro cultural local. Además de la identidad y tradiciones de la población, otro atractivo local lo constituye la belleza escénica de los accidentados canales e islas boscosas que rodean a Puerto Aguirre, además de vistas como la cumbre del volcán Macá, ubicado en la costa continental próxima.

## Historia
La localidad surgió como un campamento temporal de leñadores el Ciprés de las Guaitecas  (Pilgerodendron uviferum) y, luego, ahumadores de ristras de cholgas. Estos primeros habitantes, llegados de Chiloé a inicios del siglo XX, constituyeron una localidad que inicialmente fue llamada "Puerto Huichas". Este origen chilote se ve reflejado en este nombre, Huichas, que coincide con el de una localidad ubicada en la Isla Grande de Chiloé, al sur de Castro y frente a la Isla Lemuy. Durante el gobierno del presidente Pedro Aguirre Cerda (a quien el actual nombre del pueblo rinde homenaje) se instaló una alcaldía de mar, hecho que es considerado como la fundación de Puerto Aguirre. A esto siguió inmediatamente la construcción de la primera escuela, en 1942, que sigue funcionando hasta hoy, y que, según testimonios de 1949, entonces se veía enorme comparada con los humildes ranchos en que vivían los pobladores. Después se instalaron dos faenas conserveras de choritos, como la "Fábrica de Conservas Ancla" instalada en Caleta Andrade en 1946 por el empresario Tito Appel. Hasta entonces habitaba en ese sector un único poblador, Francisco Andrade, de quien el lugar tomó el nombre. Existió también una planta conservera en Estero Copa, instalada por el empresario santiaguino Rubén Vásquez, que en 1978 ya había sido abandonada y se encontraba en estado ruinoso. Ese mismo año 1978 se instaló en Puerto Aguirre la primera planta de congelado de pescados y mariscos de la Región de Aysén
En 1949 ya habitaban en Islas Huichas 300 personas. Pero el crecimiento de la pesquería local fue aparentemente explosivo, pues en 1951 se reporta que en "Puerto Aguirre Cerda" vivían 1000 habitantes, mientras que en Caleta Andrade había otros 500.
Un dato curioso: Francisco Coloane recordaba en los años 1960 (en la revista En Viaje) que la única mujer que vio en Chile realizar labores de buzo en tiempos contemporáneos (las mujeres indígenas yaganes hacían en esa labor hasta principios del siglo XX), la vio en Puerto Aguirre.
Tras un progresivo agotamiento de los mariscos bivalvos y un importante brote de marea roja en 1992, que implicó una crisis económica para la comunidad, se intentó reinventar la economía local principalmente en torno a la captura de la merluza austral, aunque también alguna diversificación productiva con la pesca de congrio dorado y recolección de recursos  bentónicos y algas, como el loco (Concholepas concholepas), erizo (Loxechinus albus), caracol locate (Thais chocolata), jaiba marmola (Cancer edwarsi), centolla  (Lithodes santolla), luga-luga (Mazzaella spp.) y  luga roja (Gigartina skottbergii). Pero toda esta actividad fue nuevamente afectada por mareas rojas posteriores, como en el 2009. Recientemente ha adquirido importancia la salmonicultura, o crianza del salmón.
La comunidad se ha organizado en años recientes en torno al Consejo de Desarrollo de Islas Huichas, que, entre otras cosas, plantea la nacesidad de establecer en el lugar una nueva comuna, que administre la zona con autonomía respecto de la comuna de Aysén. También la comunidad reclama la instalación de un liceo.

## Transporte
El lugar cuenta con una pista aérea, el Aeródromo Caleta Blanco (Código OACI: SCIH) ubicado cerca de Caleta Andrade, desde donde hay vuelos hacia Balmaceda y Castro. La forma de conexión más habitual, no obstante, es la vía marítima, con salidas diarias y un promedio de 4 a 6 horas de navegación hacia el destino más cercano conectado a carretera, Puerto Chacabuco. Por ubicarse en contigüidad a una vía de tráfico marítimo activa, como lo es el Canal Moraleda, suelen además recalar intermitentemente en Puerto Aguirre embarcaciones turísticas y de diverso tipo.

## Medios de comunicación
En Puerto Aguirre, Estero Copa y Caleta Andrade solo existen tres radios que emiten señal, también se pueden ver a través de Televisión abierta los cuatro canales principales del País (3 de ellos en TV digital a partir de 2024).

### Radioemisoras
- 88.5 MHz - Radio Nahuel (local, Puerto Aysén e Isla de Chiloé)

- 96.5 MHz - Brisas del Sur
- 106.5 MHz - FM del Mar

### Televisión

#### TDT
- 7.1 - TVN HD
- 7.2 - NTV
- 7.31 - TVN One Seg
- 11.1 - Chilevisión HD
- 11.2 - UChile TV
- 11.31 - Chilevisión One Seg
- 13.1 - Canal 13 HD
- 13.2 - T13 En Vivo
- 13.31 - Canal 13 One Seg

También se encuentra asignada esta señal, pero sin embargo, es posible que el canal pueda renunciar su concesión de televisión como lo que ha ocurrido en otras ciudades del país 
- 9.1 - Mega
- 9.2 - Mega 2
- 9.31 - Mega One Seg

## Habitantes destacados
- Iván Fuentes, dirigente de social de los pescadores artesanales y del movimiento social de protesta en la Región de Aysén de 2012. Durante un conflicto por cuotas de pesca en 2006, su casa en Puerto Aguirre habría sido incendiada intencionalmente.[14]